# П'єдрамільєра
П'єдрамільєра (ісп. Piedramillera) — муніципалітет в Іспанії, у складі автономної спільноти Наварра. Населення — 55 осіб (2009).
Муніципалітет розташований на відстані близько 280 км на північний схід від Мадрида, 50 км на південний захід від Памплони.

## Демографія
Динаміка населення (INE ):

## Галерея зображень

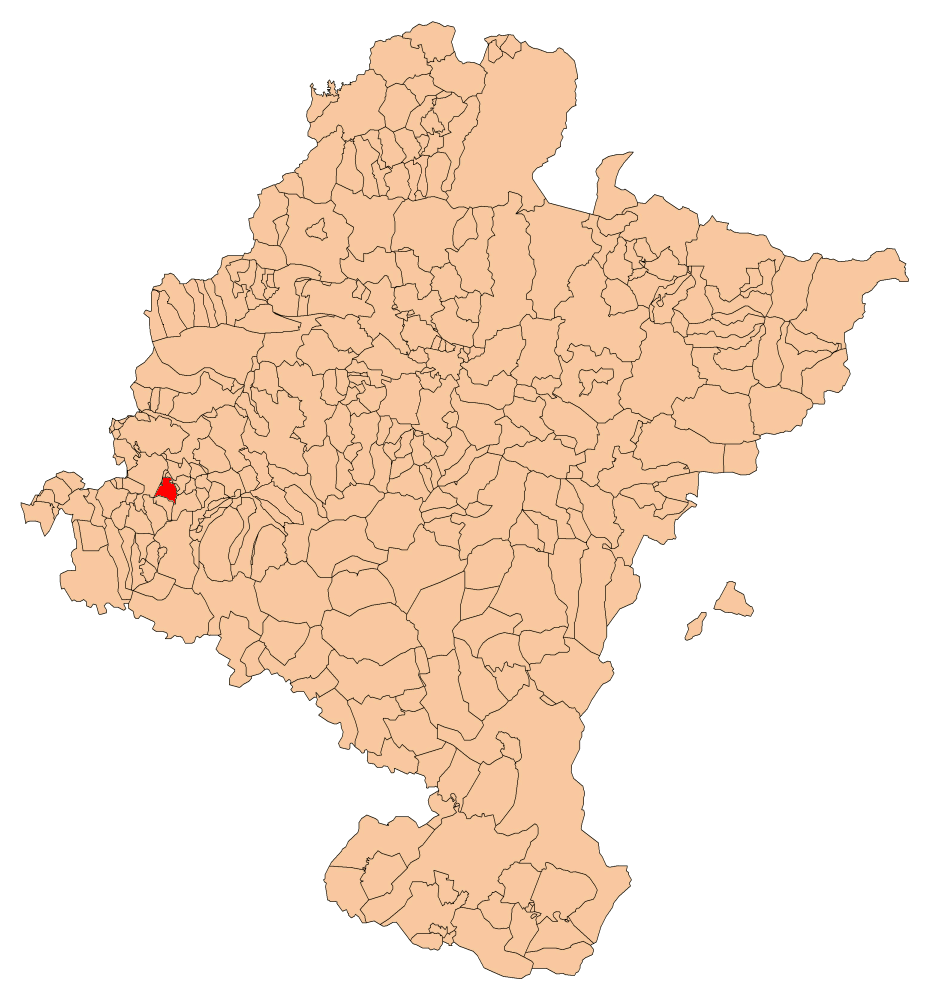
Розташування муніципалітету